# Józef Bolesław Czekalski
Józef Bolesław Czekalski (ur. 28 listopada 1933 w Orszewicach koło Łęczycy, zm. 16 grudnia 1981 w Katowicach) – górnik, cieśla górniczy, pracownik Kopalni Węgla Kamiennego „Wujek” od września 1958 roku, ofiara pacyfikacji kopalni Wujek w grudniu 1981 roku.
Bezpartyjny członek  NSZZ „Solidarność”. Brał udział w strajku, który miał miejsce na terenie kopalni w dniach 13–16 grudnia 1981, mimo że wtedy miał wolne. Podczas pacyfikacji otrzymał postrzał w klatkę piersiową, brzuch oraz lewą stopę. Zmarł na miejscu. Pochowany na cmentarzu komunalnym przy ul. Panewnickiej. Pozostawił żonę Różę oraz córkę Alinę (1962).

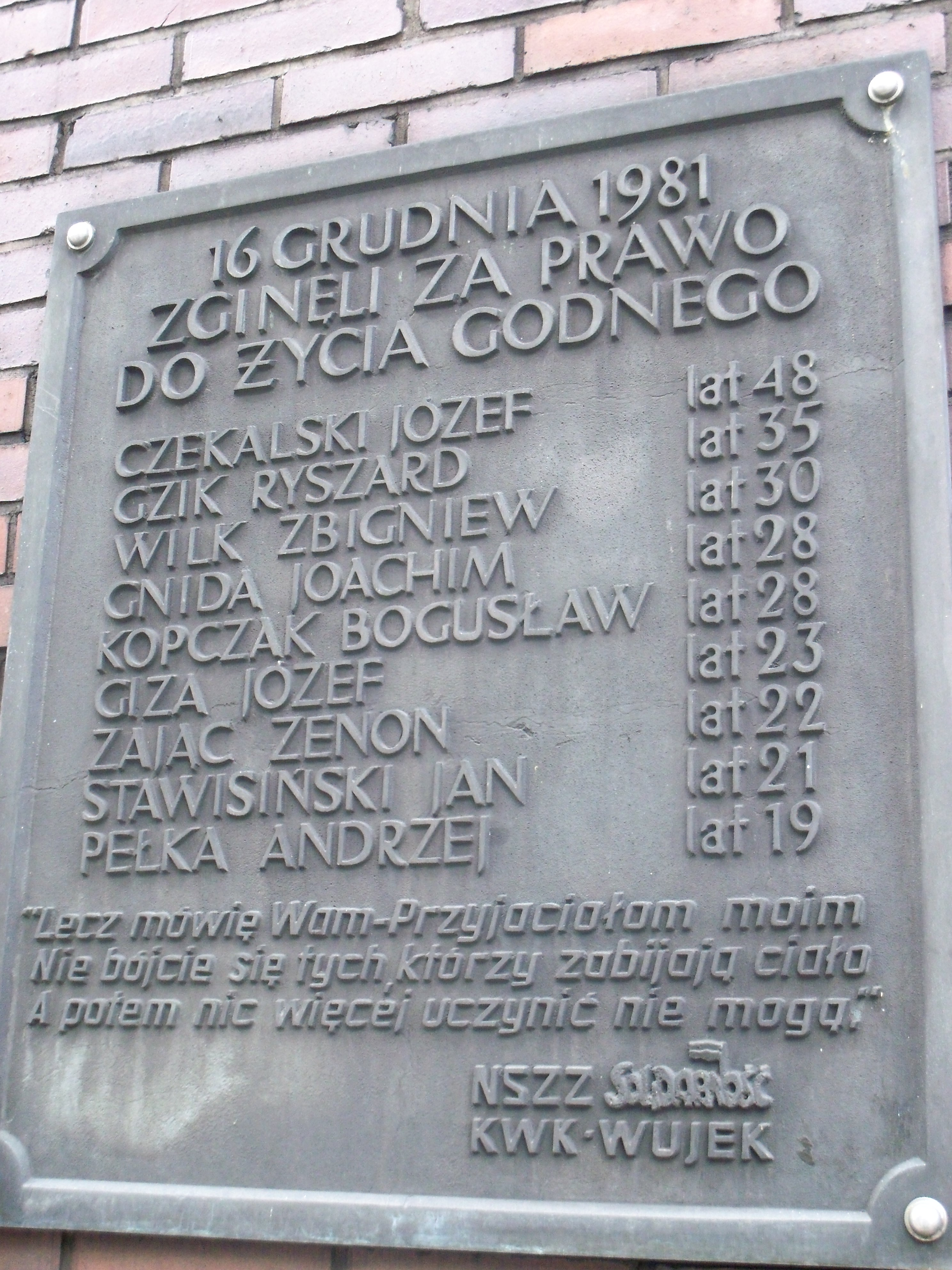
Tablica upamiętniająca ofiary pacyfikacji kopalni „Wujek”.

W 34. rocznicę pacyfikacji Kopalni „Wujek” został 16 grudnia 2015 pośmiertnie odznaczony Krzyżem Wolności i Solidarności.